# Jan Baptist Cogels (1729-1799)
Jan Baptist Cogels (III) (1729-1799) was een Zuid-Nederlands bankier.
Zijn grootvader, Jan Baptist Cogels (I), stichtte de bank Cogels aan de Sint-Jacobsmarkt in Antwerpen. De leiding van de bank ging over op zijn vader, Jan Baptist Cogels (II), en na diens overlijden op zijn moeder, Isabella Simons. De bank floreerde door hun investeringen in de Verenigde Oost-Indische Compagnie en als kassier van de Zuid-Nederlandse tegenhanger, de keizerlijke Oost-Indische Compagnie.   
Zijn moeder, Isabella Simons, verkreeg op 20 oktober 1753 van keizerin Maria Theresia adelsverheffing, met terugwerkende kracht toepasselijk op haar overleden echtgenoot en overdraagbaar op haar kinderen.
Na het overlijden van zijn moeder in 1756 nam Jan Baptist (III) de leiding van de bank over.  

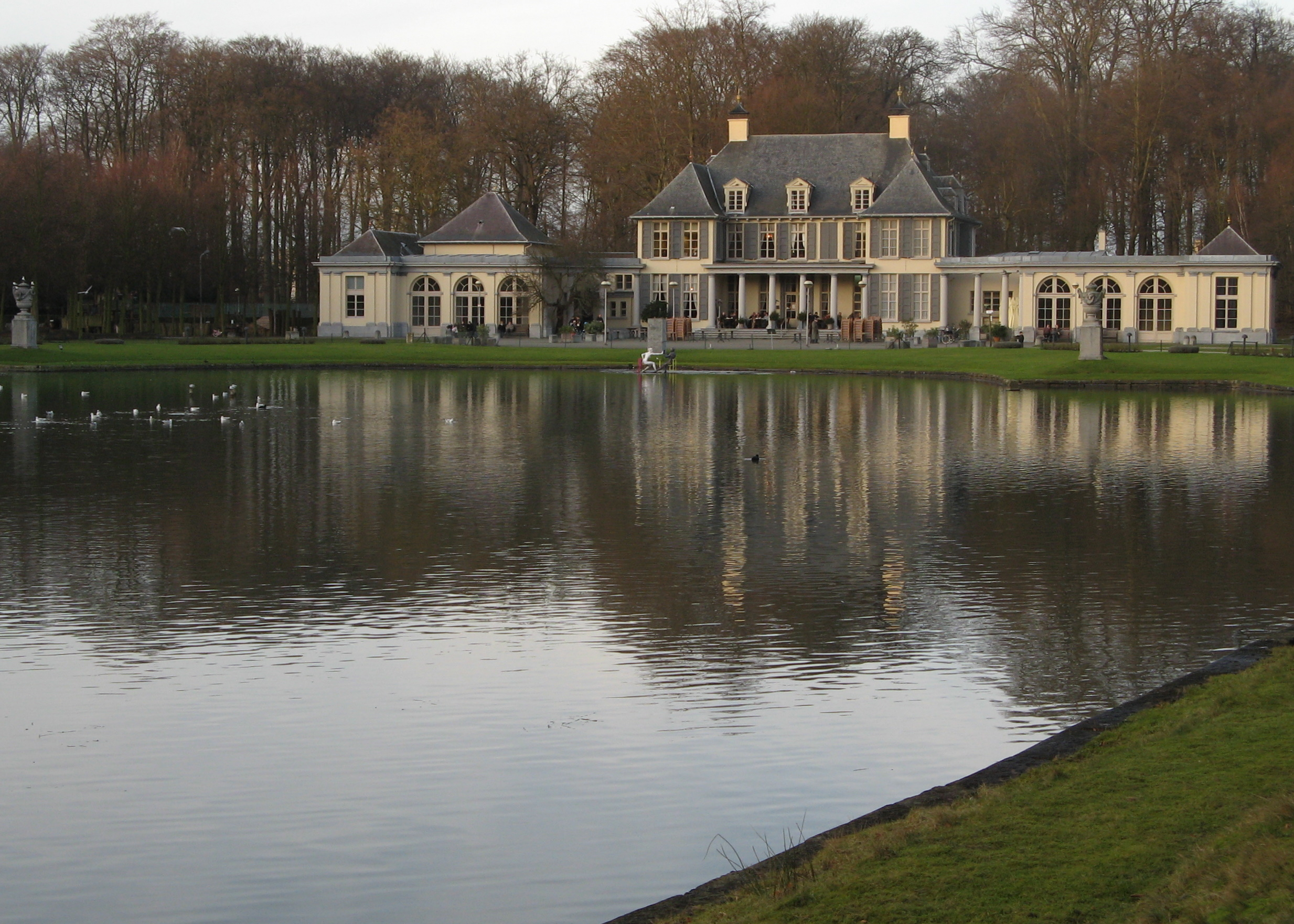
Classicistisch kasteel Rivierenhof uit 1777

In 1776 kocht Jan Baptist het Rivierenhof in Deurne voor 63.100 gulden. Twee jaar later, in 1778, kocht hij daarbij ook het Sterckshof voor 51.020 gulden. Door de samenvoeging van de beide domeinen beschikte hij over een buitengoed dat 63 bunder groot was (ongeveer evenveel hectare). Met de nodige zin voor grandeur liet Cogels een modern nieuw kasteel optrekken in classicistische stijl en met een monumentale tuin.
Jan Baptist Cogels (III) trouwde in 1761 met Isabelle Stier (1738-1795). Ze kregen verschillende kinderen, onder wie drie zoons die voor verder nageslacht zorgden:
- Joseph-Henri Cogels (1762-1821)
- Hendrik Cogels (1774-1854)
- Albert Cogels (1776-1852)

Bij de tweede inval van de nieuwe Franse republiek in de Zuidelijke Nederlanden 1794, liet Cogels zijn bank liquideren. Hij vluchtte met zijn gezin naar Münster, waar zijn vrouw Isabella Stier overleed. In de zomer van 1795 keerde hij terug naar Antwerpen en kreeg van de Franse autoriteiten alle in beslag genomen eigendommen weer in bezit. Het domein bleef bezit van familie Cogels tot het in 1921 aan de Provincie Antwerpen verkocht werd.